# Svjedočanstvo opata Gottschalka o Trpimirovoj vojni
Svjedočanstvo opata Gottschalka o Trpimirovoj vojni, latinični tekst napisan na pergamentu u 9. stoljeću. Tekst Svjedočanstva napisao je benediktinac Gottschalk, koji je po Njemačkoj propovijedao kršćanstvo. Zbog naglaska na kršćansko preodređenje (predestinaciju) bio je prognan iz Njemačke, a utočište je našao na dvoru kneza Trpimira. Svjedočanstvo opata Gottschalka o Trpimirovoj vojni dio je njegova djela De Trina Deitate, pisanog na latinskom jeziku. U Svjedočanstvu opisuje svoj boravak u Hrvatskoj i o tome kako su konji Trpimirove vojske prije bitke s Bizantincima, odnosno s vojskom dalmatinskih gradova, veselo poigravali, što je bio znak buduće pobjede.

## Vanjske poveznice
- Hrvatska pisana kultura Srednjeg vijeka
- Knez Trpimir  Arhivirana inačica izvorne stranice od 4. ožujka 2016. (Wayback Machine)
- Povijest hrvatskog književnog jezika[neaktivna poveznica]